# Dübendorf
Dübendorf est une commune suisse du canton de Zurich.

## Géographie
Dübendorf mesure 13,62 km2. Elle se situe sur la rive gauche de la Glatt, à 6 km à l'est de la ville de Zurich.

## Démographie
Selon l'Office fédéral de la statistique, Dübendorf compte 30 801 habitants fin 2022. Sa densité de population atteint 2261 hab./km2. C'est la 4e ville du canton par sa population après Zurich, Winterthour et Uster. En mai 2012, Dübendorf a salué le 25 000e habitant de la ville. 
Tableau montrant l'évolution de la population :
| Année | Population |
| ----- | ---------- |
| 1467  | 225        |
| 1634  | 553        |
| 1710  | 1 031      |
| 1850  | 2 018      |
| 1900  | 2 544      |
| 1950  | 6 750      |
| 1970  | 19 639     |
| 2000  | 22 216     |
| 2009  | 24 068     |
| 2010  | 24 607     |
| 2011  | 24 817     |
| 2012  | 25 086     |
| 2013  | 25 529     |

## Histoire

Photo aérienne prise à 500 m par Walter Mittelholzer (1923).

Première mention du village écrite en 946 sous le nom de « Tuobilindorf ». Le blason de la ville représente en haut une licorne dorée sur fond bleu et en bas cinq bandes argentées et rouges.
Des fouilles archéologiques ont montré une présence humaine dès l'âge de pierre et l'âge de bronze. Une route romaine reliant Stettbach à Uster a aussi été trouvée. La ville est restée longtemps une commune agricole pauvre.
Le château de Dübelstein a été construit au milieu du XIIIe siècle. En 1487, le maire de Zurich Hans Waldmann en hérite. L'église de Lazarus a aussi été construite au XIIIe siècle.

## Culture et patrimoine

### Héraldique
| Blason | Blasonnement : Coupé d'azur à la licorne hissante d'or et palé de cinq pièces d'argent et de gueules. |

### Monuments et curiosités

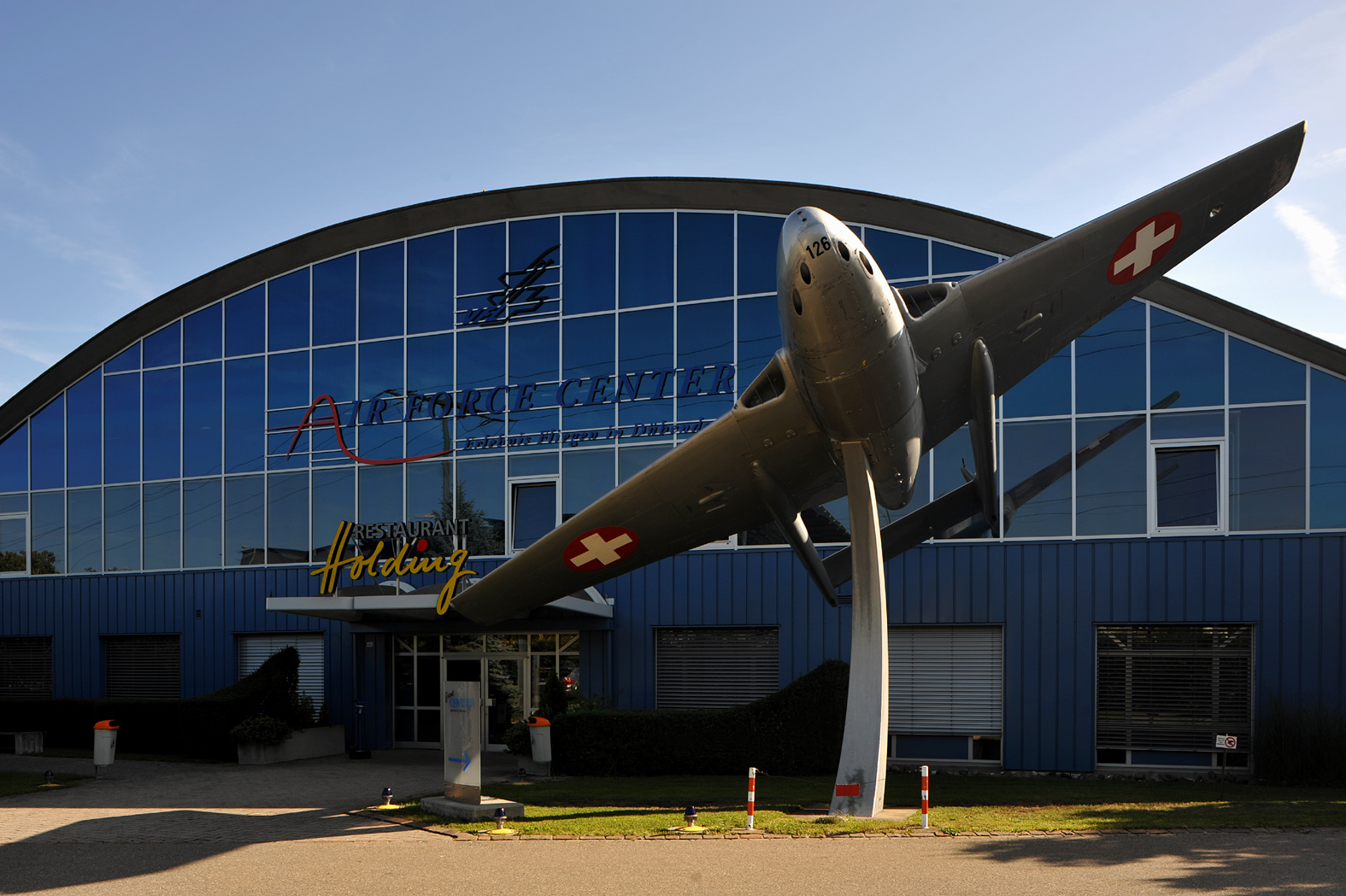
Le Flieger Flab Museum, un musée des forces aériennes.

- L'aérodrome militaire de Dübendorf (de) des Forces aériennes suisses.
- Le Flieger Flab Museum est un musée des Forces aériennes.
- Le laboratoire fédéral d'essai des matériaux et de recherche (EMPA) est présent à Dübendorf.
- Le lycée français Marie-Curie de Zurich est implanté à Dübendorf.